# Sévérac
 Sévérac  es una población y comuna francesa, situada en la región de Países del Loira, departamento de Loira Atlántico, en el distrito de Saint-Nazaire y cantón de Saint-Gildas-des-Bois.

## Demografía
| 1440 | 1273 | 1238 | 1290 | 1318 | 1187 |
| Para los censos de 1962 a 1999 la población legal corresponde a la población sin duplicidades (Fuente: INSEE [Consultar]) |      |      |      |      |      |